# Rezolucja Rady Bezpieczeństwa ONZ nr 213
Rezolucja Rady Bezpieczeństwa ONZ nr 213 została przyjęta jednomyślnie 20 września 1965 r.
Po przeanalizowaniu wniosku Singapuru o członkostwo w Organizacji Narodów Zjednoczonych, Rada zaleciła Zgromadzeniu Ogólnemu przyjęcie tego państwa do swojego grona.

## Źródło
- UNSCR - Resolution 213